# 曾经相爱的我们
《曾经相爱的我们》（英語：Good Night Beijing），原名《北京爱情图鉴》、《北京晚9朝5》，2021年12月10日在中国大陆上映的爱情喜剧片，导演张小磊（原导演：房祖名），主演陈柏霖、郭采洁、夏侯云姗、魏巡、姜超。

## 剧情
曾经一起打拼的日子，让两个陌生男女Alan（陈柏霖饰）和梦婕（郭采洁饰）相识相爱，他们渐渐学会了一起哭，一起笑，养成一样的习惯。相爱简单，但相处太难，随着生活的磨炼，最初的爱情却走到被消磨殆尽最后的边缘。分开的日子里，他和她要面对的是无人应答的失落，是得不到回应的心痛，所有曾经的甜蜜美好，都成了在记忆里被反复拉扯的孤独。面对不期而至再次重逢的机会，两个人该一笑而过着遗憾，还是勇敢再爱一次？成全了你，也许只有最伤的我才懂，我们曾经相爱过。

## 演出
| 名字     | 角色    | 备注 |
| -------- | ------- | ---- |
| 陈柏霖   | Allen   |      |
| 郭采洁   | 梦婕    |      |
| 夏侯云姗 | 小爱    |      |
| 魏巡     | 尚进    |      |
| 姜超     | 雷子    |      |
| 成龙     | 陈叔    |      |
| 谢霆锋   | V店大厨 |      |
| 英达     | 刘总    |      |
| 巫啟賢   |         |      |

## 制作
2017年11月11日，片方宣布本片在北京市开机拍摄，这是房祖名沉寂4年后低调转型。2018年1月30日，片方宣布杀青，当日正好是房祖名母亲林凤娇的生日。

## 上映
2021年12月10日，在中国大陆上映。

## 外部连接
- 豆瓣电影上《曾经相爱的我们》的資料 （简体中文）
- 时光网上《曾经相爱的我们》的資料（简体中文）
- 互联网电影数据库（IMDb）上《曾经相爱的我们》的资料（英文）